# Биконіс
Биконіс (Rhinoptera) — єдиний рід скатів родини Биконосових. Живуть уздовж  тропічних і  субтропічних узбереж. Відрізняються своєрідними приплющеними головами, які дали їм назву. Залежно від виду, биконоси досягають довжини від 86 см до 2,15 м.
Ці тварини часто зустрічаються у великих групах із сотень особин. У  східноамериканського биконоса (Rhinoptera bonasus) спостерігалися групи, що нараховували десятки тисячі особин. Биконосів часто показують у великих акваріумах і океанографічних музеях.

## Види
- Биконіс австралійський (Rhinoptera neglecta)
- Биконіс бразильський (Rhinoptera brasiliensis)
- Биконіс східноамериканський (Rhinoptera bonasus)
- Биконіс західноамериканський (Rhinoptera steindachneri)
- Биконіс середземноморський (Rhinoptera marginata)
- Биконіс шорсткий (Rhinoptera adspersa)
- Биконіс яванський (Rhinoptera javanica)
- Rhinoptera jayakari